# Rivière Torcelle
Rivière Torcelle är ett vattendrag i Haiti.   Det ligger i departementet Ouest, i den centrala delen av landet, 23 km nordväst om huvudstaden Port-au-Prince.